# Tomáš Černý (piłkarz)
Tomáš Černý (ur. 10 kwietnia 1985 w Uściu nad Łabą) – czeski piłkarz, występujący na pozycji bramkarza.

## Kariera piłkarska

### Kariera klubowa
Piłkarską karierę rozpoczął w 2002 roku w barwach Sigmy Ołomuniec, jednak w pierwszym zespole zaliczył zaledwie jeden występ. W sierpniu 2007 roku został wypożyczony do Hamiltonu Academical, z którym wywalczył awans do Scottish Premier League. Dobre występy w szkockiej ekstraklasie sprawiły, że czeski bramkarz znalazł się na celowniku większych klubów, w tym Celtiku i Rangers, jednak Černý postanowił pozostać na New Douglas Park. W kwietniu 2009 roku Černý został wykupiony z Sigmy Ołomuniec za około 200 tysięcy funtów. Następnie grał w CSKA Sofia, PAE Ergotelis, Hibernian i Partick Thistle. W 2018 trafił do Aberdeen.
W 2021 ogłosił zakończenie kariery.

### Kariera reprezentacyjna
Występował w drużynach młodzieżowych i kadrze do lat 21.

## Sukcesy

### Drużynowe
- Mistrzostwo Scottish First Division (1): 2008

### Indywidualne
- Tytuł Piłkarza Miesiąca Scottish Premier League (1): styczeń 2009